# Andrew Wisniewski
Andrew John Wisniewski (* 1. September 1981 in Staten Island, New York) ist ein ehemaliger US-amerikanischer Basketballspieler.

## Karriere
Seine basketballerische Ausbildung erhielt Wisniewski von 1999 bis 2001 zunächst an der Saint Peter’s University (erste NCAA-Division) in New Jersey, anschließend von 2001 bis 2004 am Centenary College in Louisiana, für dessen Basketballmannschaft er in der dritten NCAA-Division antrat. Mit 1758 erzielten Punkten lag er bei seinem Abschied von der Hochschule 2004 in der ewigen Korbjägerliste der Mannschaft auf dem fünften Rang.
Beim NBA-Draft 2004 wurde Wisniewski nicht ausgewählt. Im Sommer 2004 wechselte Wisniewski nach Europa und spielte eine Saison für die serbische Mannschaft KK Roter Stern Belgrad.
Wisniewski wechselte zur Saison 2005/06 nach Deutschland zu den Telekom Baskets Bonn. Am Ende der Saison wurde er als bester Angriffsspieler und bester Liganeuling der Saison 2005/06 ausgezeichnet, er war zudem mit 20,6 Punkten pro Spiel bester Korbschütze der Basketball-Bundesliga.
In der Saison 2006/07 spielte Wisniewski zunächst für den italienischen Club Pallalcesto Amatori Udine, wechselte im Dezember aber nach Kroatien zu KK Cibona Zagreb, mit dem er kroatischer Meister (A1-Liga) wurde.
Anschließend spielte Wisniewski zwei Jahre in Russland, zunächst für Ural Great Perm (Saison 2007/08), dann für BK Spartak Sankt Petersburg (Saison 2008/09).
Zur Saison 2009/10 wechselte Wisniewski nach Israel zu Maccabi Tel Aviv, gewann mit der Mannschaft den israelischen Ligapokal und wurde Vizemeister.
Nach dem Ende seiner Spielerlaufbahn kehrte Wisniewski in sein Heimatland zurück und wurde im Großraum New York als Basketballtrainer tätig. Er gründete ein Unternehmen, das Basketballtraining für Jugendliche anbietet, und betreute im Jahr 2015 die Jugendmannschaft Metro Rens. Zur Saison 2016/17 wurde er Assistenztrainer am Baruch College, dessen Basketball-Hochschulmannschaft am Spielbetrieb der dritten NCAA-Division teilnimmt. 2017 übernahm er das Amt des Cheftrainers an der Xaverian High School in Brooklyn.

## Erfolge und Auszeichnungen
- BBL Bester Offensivspieler: 2006
- BBL Newcomer des Jahres: 2006
- Kroatischer Meister: 2007
- Sieger israelischer Ligapokal: 2010